# Мэйсянь (Шэньси)
Мэйся́нь (кит. упр. 眉县, пиньинь Méi xiàn) — уезд городского округа Баоцзи провинции Шэньси (КНР).

## История
При империи Западная Цзинь здесь был создан уезд Мэйсянь (郿县). После завоевания Ранней Чжао он был переименован в Мэйчэн (郿城县).
В эпоху Южных и Северных династий эти земли не раз переходили из рук в руки, а их административное устройство сильно менялось. При империи Северная Вэй в 445 году уезд Мэйчэн был переименован в Пинъян (平阳县). При империи Западная Вэй в 538 году ему было возвращено название Мэйчэн.
При империи Северная Чжоу в 561 году был создан уезд Вэньтан (温汤县), занимавший территорию западной части современного уезда Чжоучжи и земли современного уезда Мэйсянь к юго-востоку от реки Вэйшуй. В 574 году уезды Мэйчэн и Вэньтан были присоединены к уезду Чжоучэн (周城县).
При империи Суй в 598 году уезд Чжоучэн был переименован в Вэйбинь (渭滨县). В 606 году уезд Вэйбинь был переименован в Мэйсянь (郿县). В 618 году восточная часть уезда Мэйсянь была выделена в отдельный уезд Фэнцюань (凤泉县). При империи Тан в 634 году уезд Фэнцюань был вновь присоединён к уезду Мэйсянь.
После монгольского завоевания уезд Мэйсянь был в 1279 году поднят в статусе до области Мэйчжоу (郿州), а его восточная часть была выделена в отдельный уезд Шилинь (柿林县). В 1335 году область была вновь понижена в статусе до уезда, а уезд Шилинь был вновь присоединён к уезду Мэйсянь.
Во время гражданской войны эти места были заняты войсками коммунистов в июле 1949 года. В 1950 году был создан Специальный район Баоцзи (宝鸡专区), и уезд вошёл в его состав. В 1956 году Специальный район Баоцзи был расформирован, и уезд перешёл в прямое подчинение властям провинции Шэньси. В 1958 году уезд Мэйсянь был присоединён к уезду Чжоучжи. В сентябре 1961 года Специальный район Баоцзи был создан вновь, и восстановленный уезд Мэйсянь вошёл в его состав. В 1964 году в связи с государственной политикой по упрощению иероглифов официальное написание названия уезда было изменено с 郿县 на 眉县. В 1969 году Специальный район Баоцзи был переименован в Округ Баоцзи (宝鸡地区). В 1971 году округ Баоцзи был опять расформирован, и уезд перешёл в подчинение властям города Баоцзи. В 1979 году округ Баоцзи был создан вновь, и уезд перешёл в подчинение властям округа.
В 1980 году были расформированы округ Баоцзи и город Баоцзи, и создан Городской округ Баоцзи; уезд вошёл в состав городского округа.

## Административное деление
Уезд делится на 1 уличный комитет и 7 посёлков.

## Экономика
Уезд славится выращиванием и переработкой киви (в 2024 году было собрано более 500 тыс. тонн киви на сумму около 6 млрд юаней).